# Wiehlenarius boreus
Wiehlenarius boreus là một loài nhện trong họ Linyphiidae.
Loài này thuộc chi Wiehlenarius. Wiehlenarius boreus được Kirill Yuryevich Eskov miêu tả năm 1990.